# Alfa Romeo 8C Competizione
L'Alfa Romeo 8C Competizione è una Gran Turismo prodotta in serie limitata dalla casa automobilistica italiana Alfa Romeo a partire dal 2007 in configurazione coupé, da cui è derivata nel 2009 la variante scoperta denominata 8C Spider. La vettura è stata prodotta in 829 esemplari (500 coupé e 329 spider) fino al 2010.

## Storia del modello

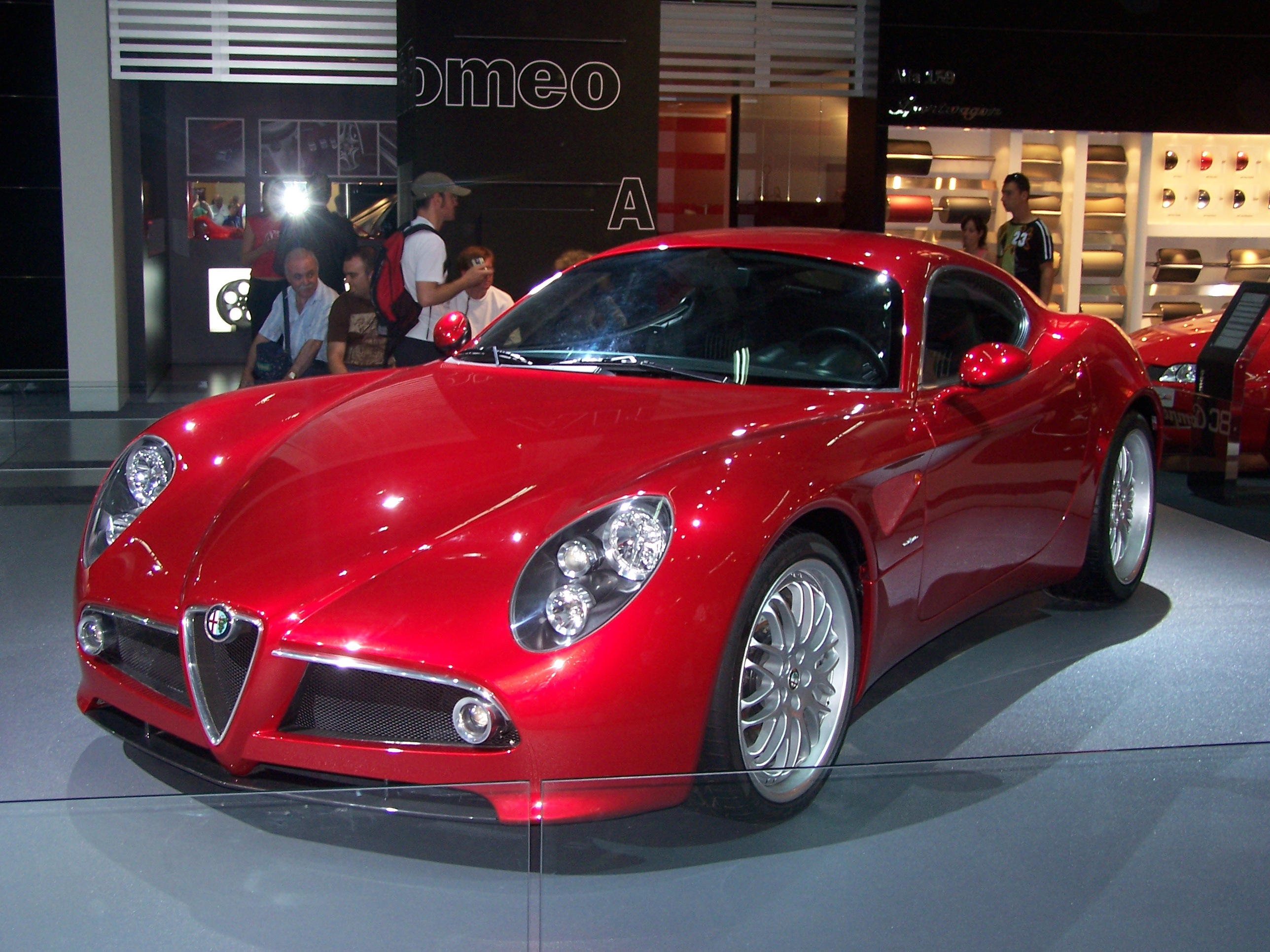
L'Alfa Romeo 8C Competizione Concept

Opera del designer tedesco Wolfgang Egger, la 8C Competizione venne presentata come concept car al 60º Salone dell'automobile di Francoforte del 2003. Lo stile della vettura si ispira all'Alfa Romeo 33 Stradale del 1967 derivata a sua volta dalla 33/2 che partecipava al Campionato del Mondo Sport Prototipi.
Nonostante il successo riscosso i vertici FIAT e Alfa Romeo decisero la sua produzione in serie limitata di 500 esemplari soltanto nel 2007. L'inizio delle vendite (o per meglio dire delle consegne poiché i 500 modelli sono stati venduti ancor prima di essere stati prodotti), è avvenuto in corrispondenza del Salone dell'auto di Francoforte nel settembre del 2007.
Delle 500 8C Competizione disponibili 84 sono state vendute in Italia, altre 84 sono state vendute a clienti statunitensi, 81 a clienti tedeschi e 69 a clienti giapponesi. Meno 8C del previsto sono finite in Inghilterra (41) e Francia (39) mentre 35 sono state consegnate in Svizzera e 10 nei Paesi Bassi. La prima 8C destinata al mercato olandese è stata consegnata al principe della famiglia reale Bernhard Lucas Emmanuel, in colore nero. Degli esemplari venduti, più del 60% sono stati richiesti nell'esclusivo colore rosso competizione, solo 10 i modelli ordinati in giallo ed i rimanenti in colore nero o un rosso tradizionale.
La 8C Competizione segna il ritorno di un modello Alfa Romeo alla trazione posteriore, impostazione tecnica che mancava su una vettura del marchio dai primi anni novanta.
La vettura è stata progettata e sviluppata in Italia dall'Alfa Romeo con la collaborazione della Maserati, che si è occupata anche della produzione presso i propri stabilimenti a Modena. Il sodalizio si è avvalso anche della consulenza di un'altra azienda esterna, la Dallara Automobili, già partner di Maserati nel progetto MC12. La collaborazione congiunta delle tre aziende italiane si è ripetuta nel 2013 per un'altra vettura Alfa Romeo, sempre prodotta a Modena: l'Alfa Romeo 4C.
La prima parte del nome non richiama solo l'architettura del motore di 4,7 litri: negli anni trenta e quaranta, la sigla 8C identificava le Alfa dotate dell'8 cilindri creato da Vittorio Jano, vincitrici nelle varie evoluzioni di quattro edizioni della 24 Ore di Le Mans (1931-1934) e di altrettante Mille Miglia (1936, 1937, 1938 e 1947). L'altra parte, invece, rende omaggio alla 6C 2500 Competizione, la berlinetta guidata da Fangio alla Mille Miglia 1950.
Durante una puntata di Top Gear il presentatore Jeremy Clarkson ha espresso il suo giudizio sulla vettura con queste parole: «Si chiama 8C e credo che sia semplicemente la più bella macchina mai costruita».

## La vettura
La 8C Competizione è spinta dal Ferrari F136, un motore V8 con angolo fra le bancate di 90º, di derivazione Ferrari-Maserati; realizzato in alluminio, ha una cilindrata di 4.691 cm³, la distribuzione è a 4 valvole per cilindro, azionate da due alberi a camme per bancata, sviluppa una potenza massima di 450 CV (331 kW) a 7.000 giri/min e dispone di una coppia massima pari a 470 N·m a 4.750 giri/min, l'80% della quale è disponibile già da 2.000 giri/min. Tale motore è stato adattato (nella versione depotenziata a 440 CV) anche alla nuova Maserati GranTurismo S.

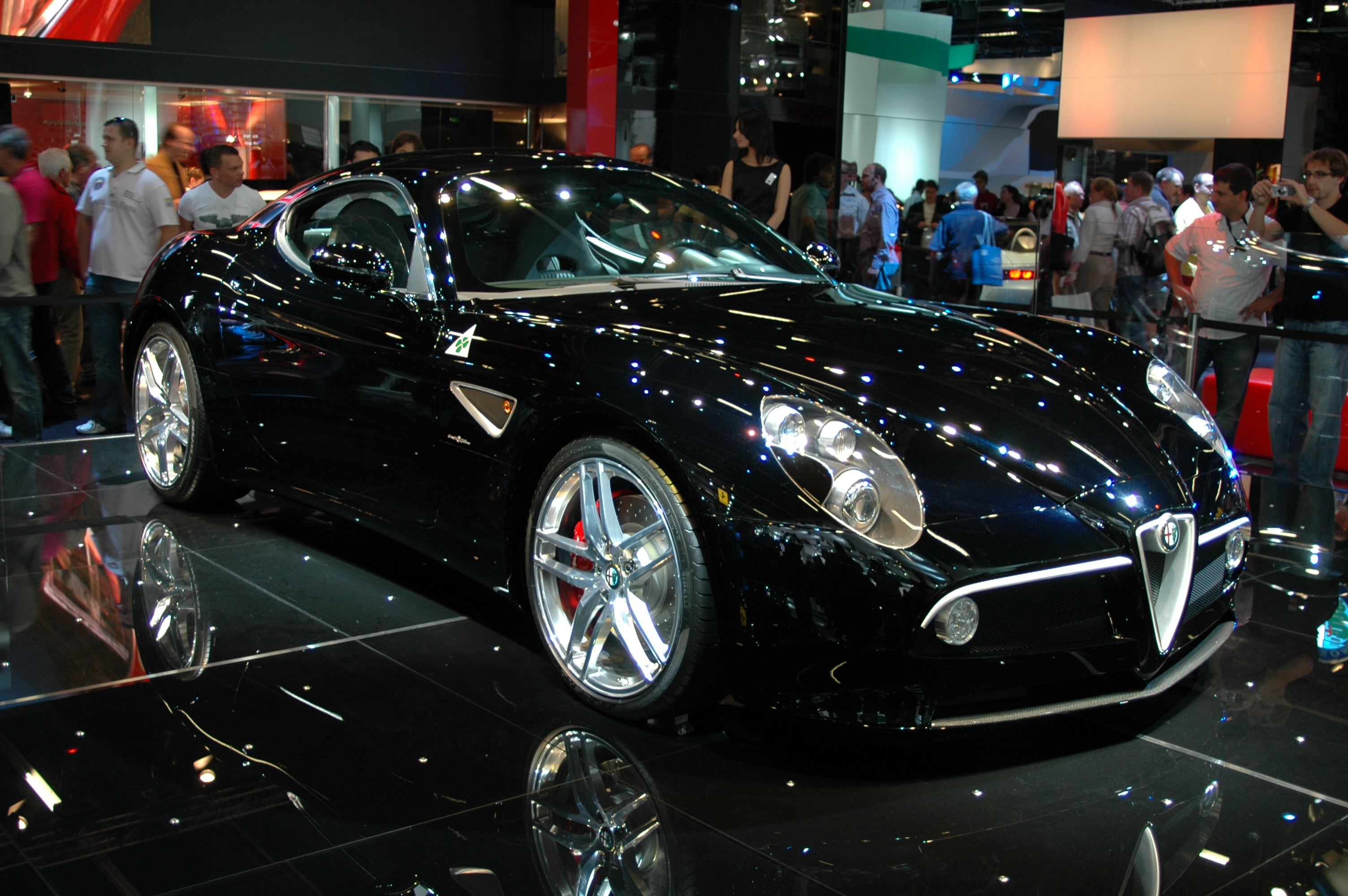
La versione definitiva della 8C Competizione esposta al Salone dell'automobile di Francoforte 2009

La trasmissione prevede uno schema transaxle (come sull'Alfetta e sulla 75): il motore longitudinale si trova all'avantreno dietro all'asse anteriore, mentre il differenziale (autobloccante) e il cambio robotizzato sequenziale a 6 rapporti sono al retrotreno, per un ottimale bilanciamento dei pesi (49% all'anteriore e 51% al posteriore). Due palette fisse dietro il volante, ai lati del piantone, permettono la selezione delle marce; in modalità sport le cambiate avvengono in 175 millesimi di secondo. L'accelerazione laterale massima registrata è di 1,02 g.
Il telaio è di tipo telaio "dual frame" multi-materiale (estrusi e fusioni di alluminio e titanio, e sandwich di fibra di carbonio e nomex). per ottenere una buona rigidezza torsionale, migliorando il rendimento delle sospensioni a quadrilatero, sia all'anteriore che al posteriore. Gli pneumatici da 245/30 all'anteriore e 285/35 al posteriore sono montati su cerchi in lega leggera da 20".

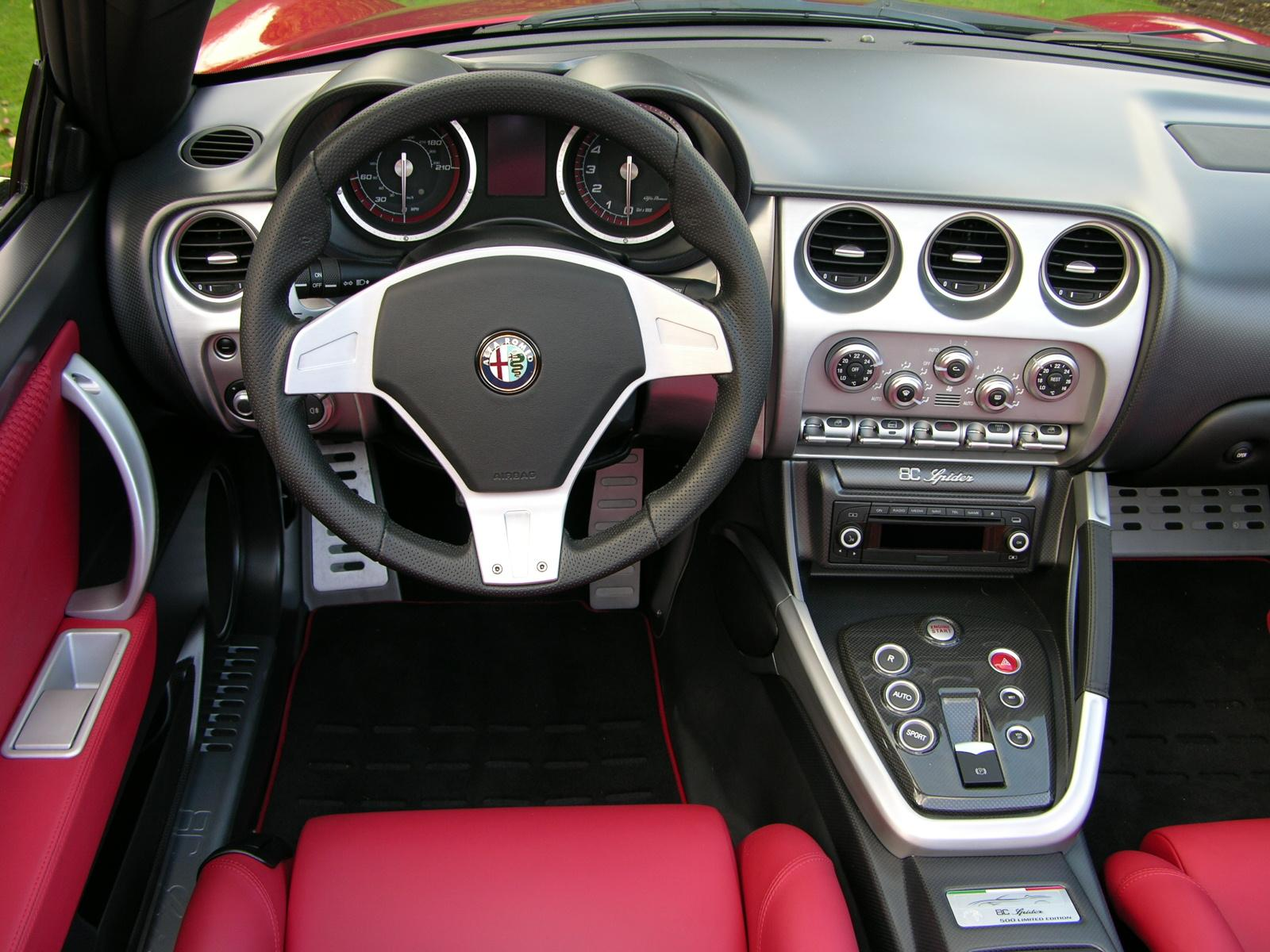
L'abitacolo di un'Alfa Romeo 8C Competizione

Per contenere il peso la carrozzeria e anche le strutture dei sedili, prodotti interamente dalla Sparco, sono in fibra di carbonio così come parte dell'abitacolo, prodotta dalla ITCA Colonnella. Secondo quanto dichiarato dall'Alfa Romeo, la vettura dal punto di vista aerodinamico è deportante, nonostante l'assenza di appendici aerodinamiche. Con tutti questi accorgimenti il peso totale del corpo vettura è di soli 1.585 kg.
Gli interni sono adeguati alla classe della vettura con sedili e pannelli porta rivestiti in pelle con colori a richiesta mentre la plancia seguiva un classico stile Alfa Romeo con tachimetro e contagiri di grandi dimensioni affiancati dietro il volante a tre razze e plancia orientata leggermente verso il guidatore rivestita in alluminio satinato.
La vettura raggiunge così i 292 km/h di velocità massima, passa da 0 a 100 km/h in 4 secondi e accelera da ferma sui 400 metri in 12,4 secondi.

## L'Alfa Romeo 8C Spider

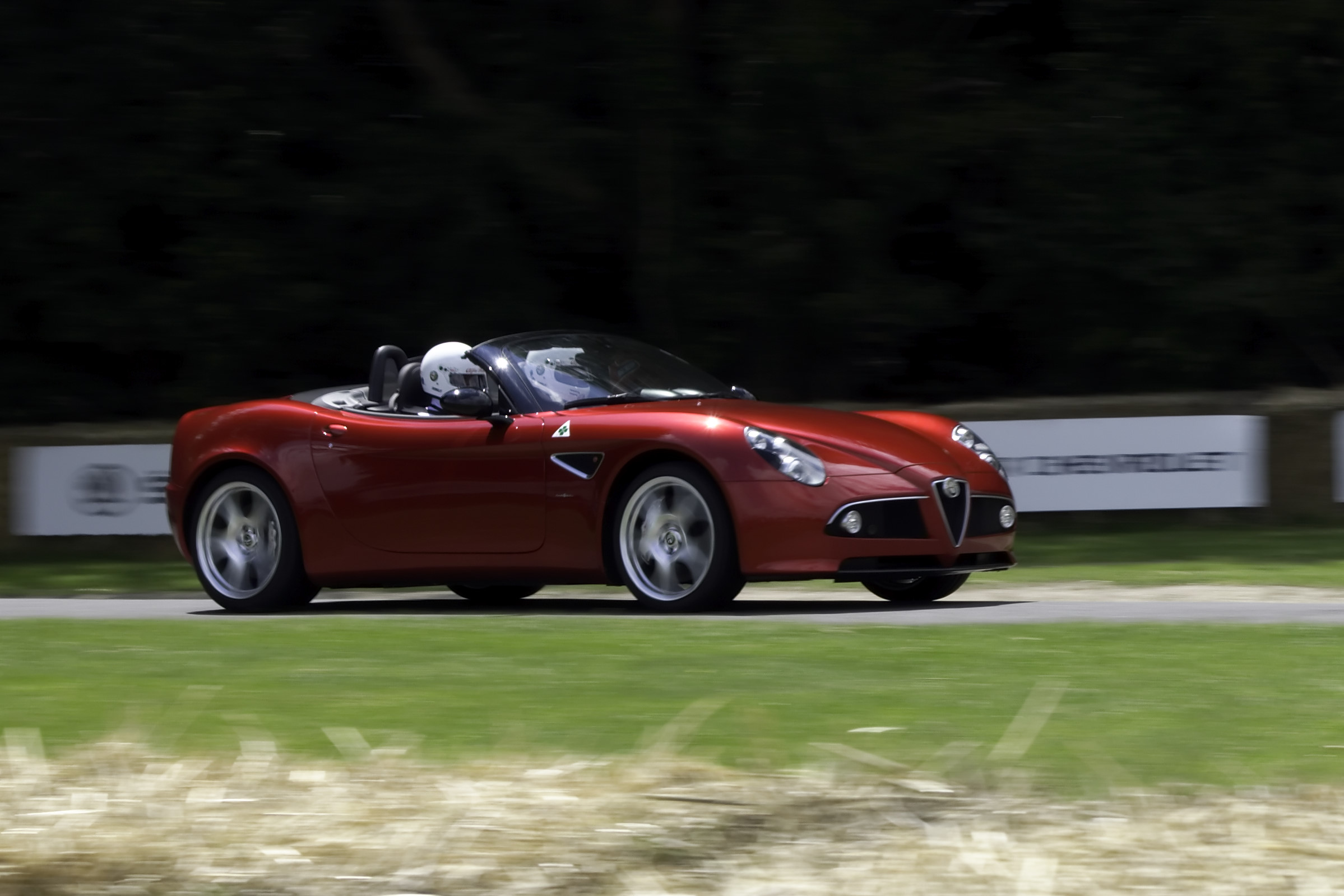
L'Alfa Romeo 8C Spider in azione

Al concorso d'eleganza di Pebble Beach del 2005 è stata presentata anche la versione scoperta della 8C Competizione, l'Alfa Romeo 8C Spider, realizzata dalla Carrozzeria Marazzi.
La 8C Spider è stata presentata ufficialmente (in colore bianco inedito) al salone dell'automobile di Ginevra nel marzo del 2008, anche di questa versione era prevista la produzione in serie limitata di 500 unità a partire dal 2009 ma alla fine se ne produssero solo 329.
Per realizzare la spider è stato eliminato il padiglione e montata una capote in tela nel pieno rispetto della tradizione Alfa Romeo. Il serbatoio della benzina viene spostato per lasciare spazio al meccanismo della capote e i freni diventano carboceramici. Per il resto la versione spider differisce solo in pochi elementi dalla versione coupé, è equipaggiata con lo stesso motore V8 a 32 valvole di 4,7 litri da 450 CV abbinato al cambio robotizzato a 6 rapporti montato sullo stesso telaio adeguatamente rinforzato e irrigidito. A causa di queste modifiche il peso aumenta e raggiunge i 1.675 kg.

## Premi e riconoscimenti

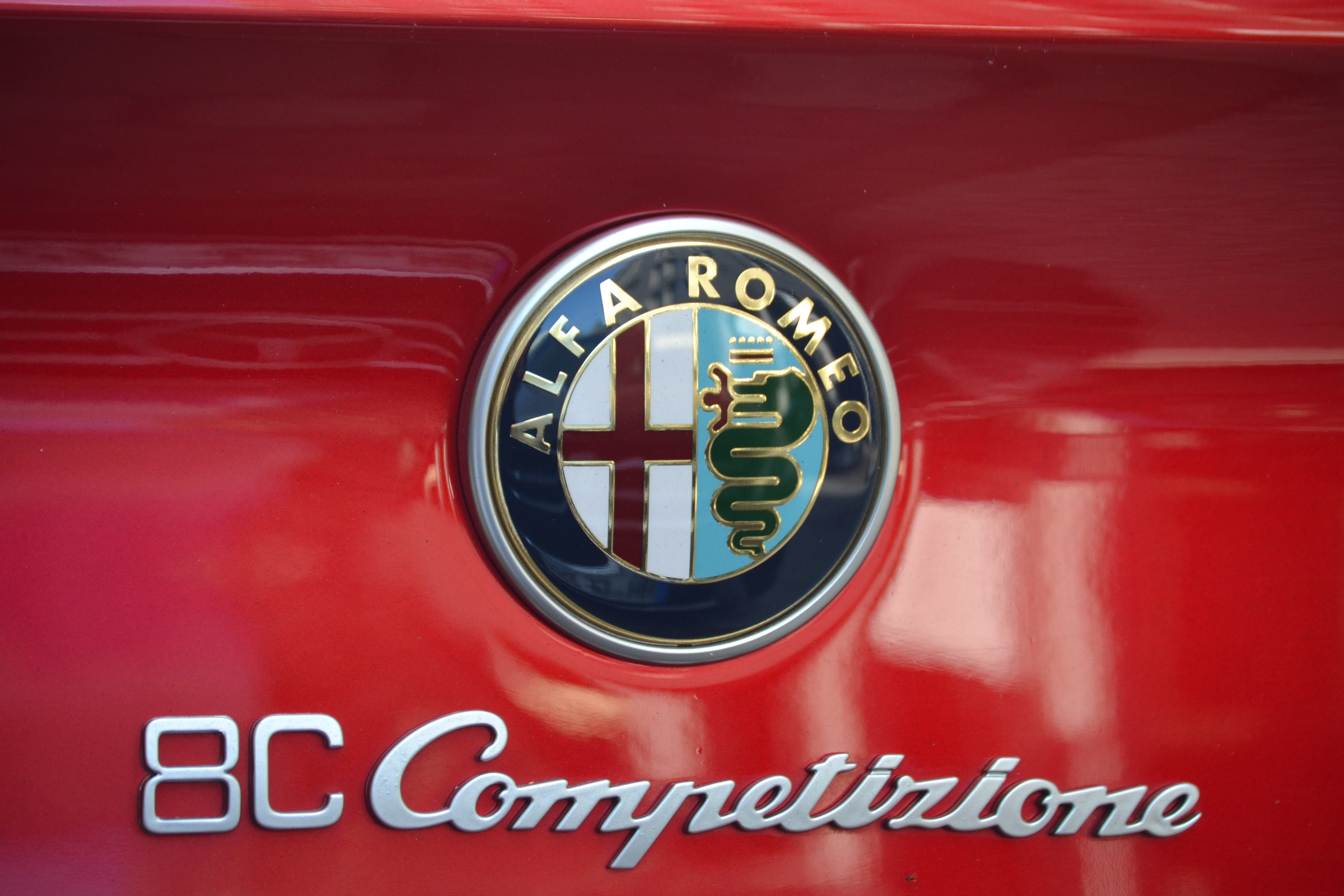
Dettaglio dello stemma e del logo di una Alfa Romeo 8C Competizione

La vettura, sia come concept sia come modello definitivo e variante spider ha ricevuto numerosi riconoscimenti internazionali. Al Concorso d'eleganza Villa d'Este la fuoriserie serie italiana vince per ben due volte il "Design Award for Concept Cars & Prototypes", premio elargito dalla giuria e riservato alle concept car e ai prototipi automobilistici, lo fa nel 2004 con il modello coupé, e nel 2006 con il modello spider. Entrambe le versioni ricevono anche il premio speciale dello sponsor, venendo elette come vetture più belle del concorso anche da parte del pubblico tramite un referendum. La vettura riceve anche riconoscimenti per il suo design estetico anche da parte di molte riviste del settore, come il premio Best Design Award della rivista Auto Express elargitole nel 2008. Nel 2010 viene nominata: classica del futuro da un sondaggio inglese. Viene nominata nel 2008 da un sondaggio di Quattroruote come "l'auto che preferisco" nella categoria supercar; riconoscimento che riceve anche l'anno successivo nella categoria "cabrio" con il modello spider. La versione spider viene anche premiata come L'auto più bella del mondo nel 2010 da Top Gear. Viene premiata anche in diversi saloni dell'automobile in cui è stata esposta ricevendo i premi "auto più bella del Salone" e riceve altri premi minori.

## Caratteristiche tecniche
| Caratteristiche tecniche - Alfa Romeo 8C Competizione (2007)                             | Caratteristiche tecniche - Alfa Romeo 8C Competizione (2007) | Caratteristiche tecniche - Alfa Romeo 8C Competizione (2007) | Caratteristiche tecniche - Alfa Romeo 8C Competizione (2007) | Caratteristiche tecniche - Alfa Romeo 8C Competizione (2007) | Caratteristiche tecniche - Alfa Romeo 8C Competizione (2007) |
| ---------------------------------------------------------------------------------------- | --- | --- | --- | --- | --- |
|                                                                                          | | | | | |
| Configurazione                                                                           | | | | | |
| Carrozzeria: Coupé 2 porte                                                               | Carrozzeria: Coupé 2 porte | Posizione motore: anteriore longitudinale | Posizione motore: anteriore longitudinale | Trazione: posteriore | Trazione: posteriore |
| Dimensioni e pesi                                                                        | | | | | |
| Ingombri (lungh.×largh.×alt. in mm): 4381 × 1894 × 1341                                  | Ingombri (lungh.×largh.×alt. in mm): 4381 × 1894 × 1341 | Ingombri (lungh.×largh.×alt. in mm): 4381 × 1894 × 1341 | Ingombri (lungh.×largh.×alt. in mm): 4381 × 1894 × 1341 | Diametro minimo sterzata: | Diametro minimo sterzata: |
| Interasse: 2645 mm                                                                       | Interasse: 2645 mm | Carreggiate: anteriore 1590 - posteriore 1589 mm | Carreggiate: anteriore 1590 - posteriore 1589 mm | Altezza minima da terra: | Altezza minima da terra: |
| Posti totali: 2                                                                          | Posti totali: 2 | Bagagliaio: | Bagagliaio: | Serbatoio: 88 l | Serbatoio: 88 l |
| Masse                                                                                    | a vuoto: 1585 kg | a vuoto: 1585 kg | a vuoto: 1585 kg | a vuoto: 1585 kg | a vuoto: 1585 kg |
| Meccanica                                                                                | | | | | |
| Tipo motore: 8 cilindri a V di 90°, monoblocco e testate in lega leggera                 | Tipo motore: 8 cilindri a V di 90°, monoblocco e testate in lega leggera | Tipo motore: 8 cilindri a V di 90°, monoblocco e testate in lega leggera | Cilindrata: 4691 cm³ | Cilindrata: 4691 cm³ | Cilindrata: 4691 cm³ |
| Distribuzione: 4 valvole per cilindro comandate da 2 alberi a camme in testa per bancata | Distribuzione: 4 valvole per cilindro comandate da 2 alberi a camme in testa per bancata | Distribuzione: 4 valvole per cilindro comandate da 2 alberi a camme in testa per bancata | Alimentazione: iniezione elettronica | Alimentazione: iniezione elettronica | Alimentazione: iniezione elettronica |
| Prestazioni motore                                                                       | Potenza: 450 CV a 7000 giri/min / Coppia: 480 kgm a 4750 giri/min | Potenza: 450 CV a 7000 giri/min / Coppia: 480 kgm a 4750 giri/min | Potenza: 450 CV a 7000 giri/min / Coppia: 480 kgm a 4750 giri/min | Potenza: 450 CV a 7000 giri/min / Coppia: 480 kgm a 4750 giri/min | Potenza: 450 CV a 7000 giri/min / Coppia: 480 kgm a 4750 giri/min |
| Accensione: elettronica                                                                  | Accensione: elettronica | Accensione: elettronica | Impianto elettrico: 12V | Impianto elettrico: 12V | Impianto elettrico: 12V |
| Frizione: -                                                                              | Frizione: - | Frizione: - | Cambio: sequenziale elettroattuato a 6 marce e retromarcia, montato al posteriore | Cambio: sequenziale elettroattuato a 6 marce e retromarcia, montato al posteriore | Cambio: sequenziale elettroattuato a 6 marce e retromarcia, montato al posteriore |
| Telaio                                                                                   | | | | | |
| Corpo vettura                                                                            | telaio "dual frame" multi-materiale (estrusi e fusioni di alluminio e titanio, e sandwich di fibra di carbonio e nomex) | telaio "dual frame" multi-materiale (estrusi e fusioni di alluminio e titanio, e sandwich di fibra di carbonio e nomex) | telaio "dual frame" multi-materiale (estrusi e fusioni di alluminio e titanio, e sandwich di fibra di carbonio e nomex) | telaio "dual frame" multi-materiale (estrusi e fusioni di alluminio e titanio, e sandwich di fibra di carbonio e nomex) | telaio "dual frame" multi-materiale (estrusi e fusioni di alluminio e titanio, e sandwich di fibra di carbonio e nomex) |
| Sterzo                                                                                   | a cremagliera con idroguida | a cremagliera con idroguida | a cremagliera con idroguida | a cremagliera con idroguida | a cremagliera con idroguida |
| Sospensioni                                                                              | anteriori: a ruote indipendenti con quadrilateri deformabili, molle elicoidali, ammortizzatori idraulici telescopici e barra stabilizzatrice / posteriori: a ruote indipendenti con quadrilateri deformabili, molle elicoidali, ammortizzatori idraulici telescopici e barra stabilizzatrice | anteriori: a ruote indipendenti con quadrilateri deformabili, molle elicoidali, ammortizzatori idraulici telescopici e barra stabilizzatrice / posteriori: a ruote indipendenti con quadrilateri deformabili, molle elicoidali, ammortizzatori idraulici telescopici e barra stabilizzatrice | anteriori: a ruote indipendenti con quadrilateri deformabili, molle elicoidali, ammortizzatori idraulici telescopici e barra stabilizzatrice / posteriori: a ruote indipendenti con quadrilateri deformabili, molle elicoidali, ammortizzatori idraulici telescopici e barra stabilizzatrice | anteriori: a ruote indipendenti con quadrilateri deformabili, molle elicoidali, ammortizzatori idraulici telescopici e barra stabilizzatrice / posteriori: a ruote indipendenti con quadrilateri deformabili, molle elicoidali, ammortizzatori idraulici telescopici e barra stabilizzatrice | anteriori: a ruote indipendenti con quadrilateri deformabili, molle elicoidali, ammortizzatori idraulici telescopici e barra stabilizzatrice / posteriori: a ruote indipendenti con quadrilateri deformabili, molle elicoidali, ammortizzatori idraulici telescopici e barra stabilizzatrice |
| Freni                                                                                    | anteriori: a disco autoventilanti e forati / posteriori: a disco autoventilanti e forati, ABS ed ESP | anteriori: a disco autoventilanti e forati / posteriori: a disco autoventilanti e forati, ABS ed ESP | anteriori: a disco autoventilanti e forati / posteriori: a disco autoventilanti e forati, ABS ed ESP | anteriori: a disco autoventilanti e forati / posteriori: a disco autoventilanti e forati, ABS ed ESP | anteriori: a disco autoventilanti e forati / posteriori: a disco autoventilanti e forati, ABS ed ESP |
| Pneumatici                                                                               | ant./post.: 245/35Rx20 / 285/35Rx20 / Cerchi: in lega leggera da 20" | ant./post.: 245/35Rx20 / 285/35Rx20 / Cerchi: in lega leggera da 20" | ant./post.: 245/35Rx20 / 285/35Rx20 / Cerchi: in lega leggera da 20" | ant./post.: 245/35Rx20 / 285/35Rx20 / Cerchi: in lega leggera da 20" | ant./post.: 245/35Rx20 / 285/35Rx20 / Cerchi: in lega leggera da 20" |
| Prestazioni dichiarate                                                                   | | | | | |
| Velocità: 292 km/h                                                                       | Velocità: 292 km/h | Velocità: 292 km/h | Accelerazione: 0 a 100 km/h: 4 secondi, 400 m con partenza da ferma: 12,4 secondi | Accelerazione: 0 a 100 km/h: 4 secondi, 400 m con partenza da ferma: 12,4 secondi | Accelerazione: 0 a 100 km/h: 4 secondi, 400 m con partenza da ferma: 12,4 secondi |
| Fonte dei dati: Tutto Alfa Romeo                                                         | | | | | |